# كهوف سانت لويس
تقع كهوف سانت لويس في ميزوري في الولايات المتحدة الأمريكية وقد كان لها دور في التنمية الاقتصادية للمدينة. بنيت مدينة سانت لويس على مجموعة من الكهوف الطبيعية والتي استخدمها المهاجرين الألمان لصنع الجعة. تعد الكهوف بطبيعتها باردة ولذلك كانت جذابة لصانعي الجعة قبل ظهور التبريد.

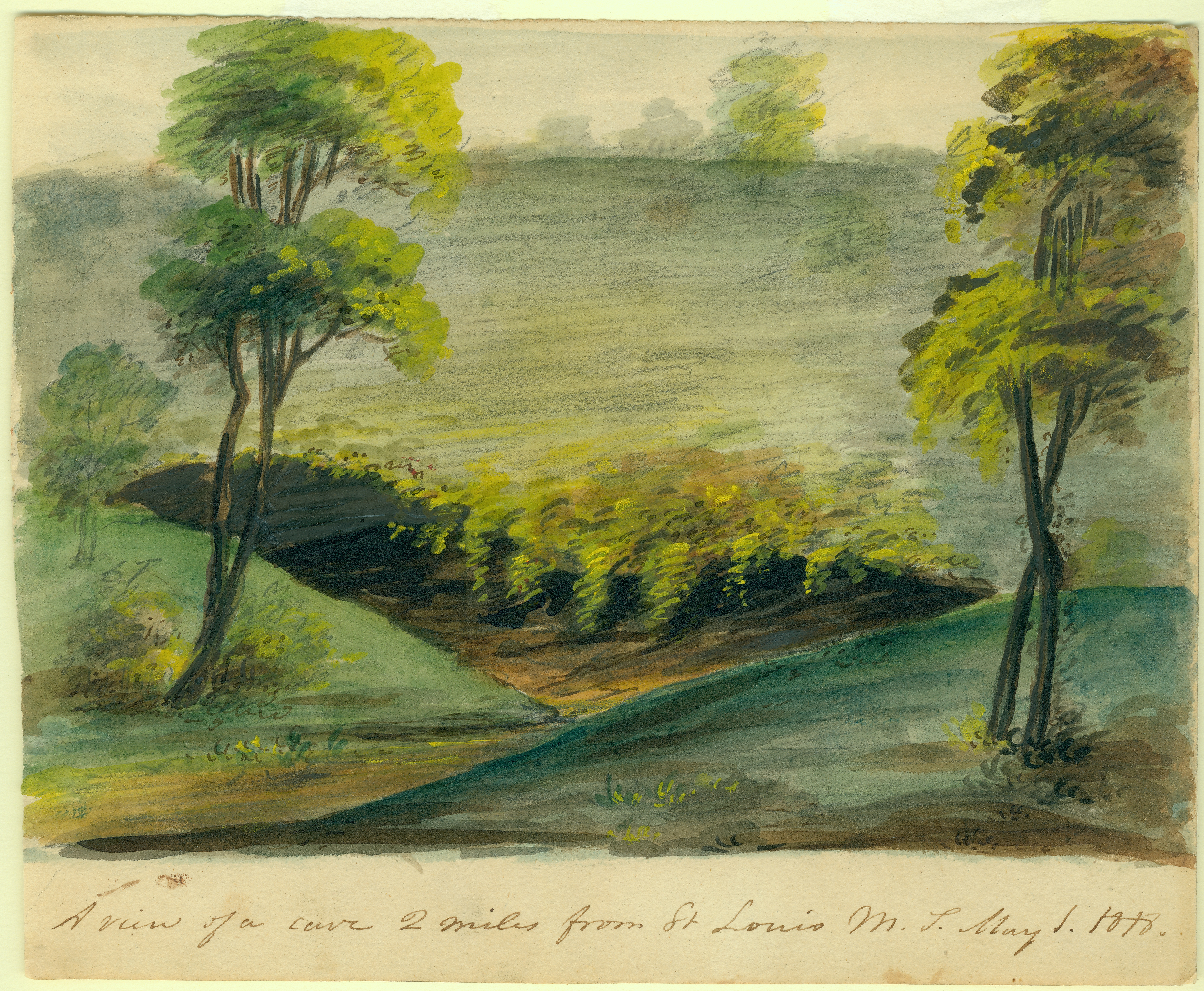

## مصانع الجعة

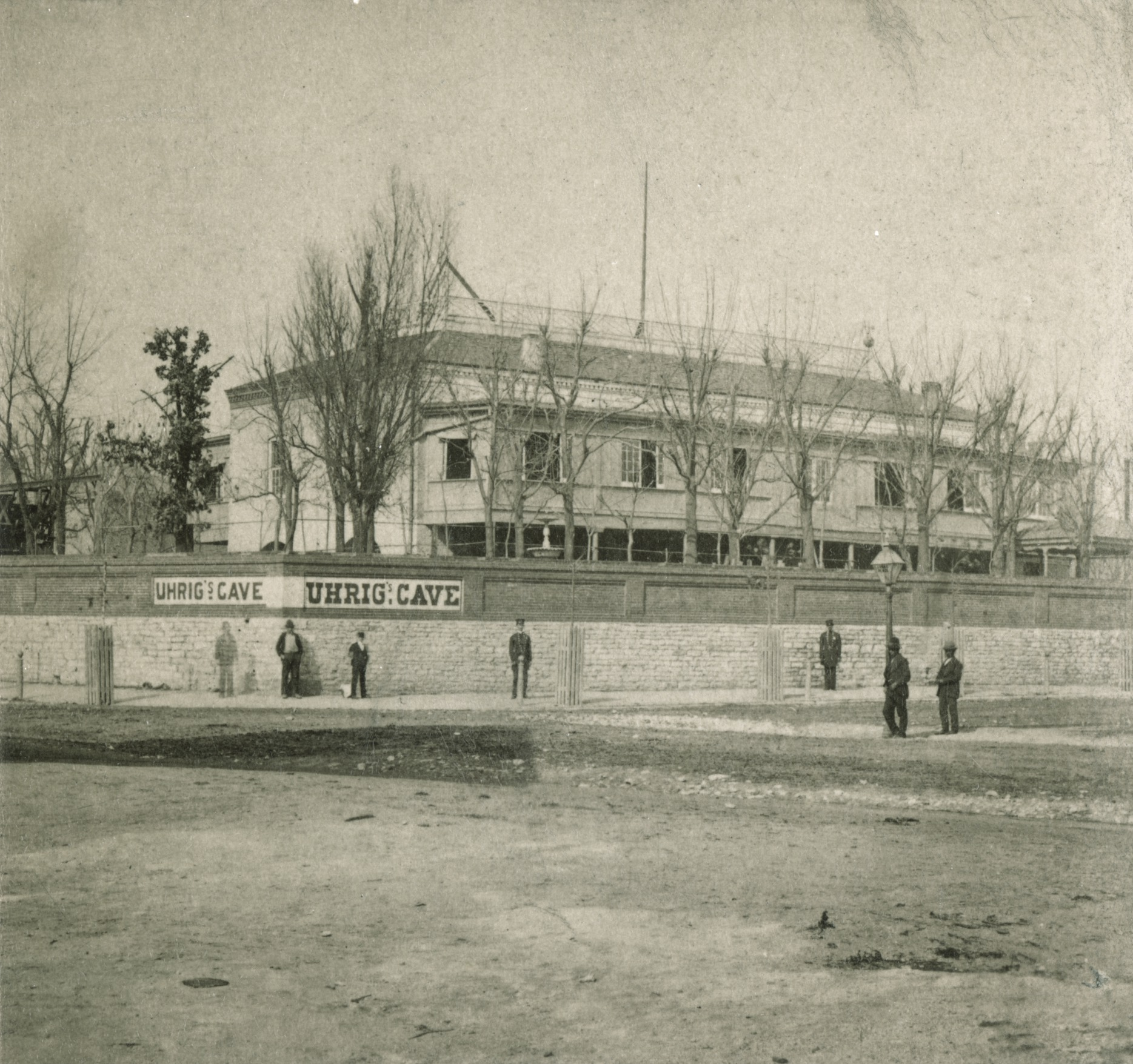

بنيت العديد من مصانع الجعة فوق هذه الكهوف الطبيعية والتي غيرت لتناسب صناعة الجعة. حالت اللأقواس الحجرية والسقوف المصنوعة من القرميد تسرب المياه ورصفت أرضيات الكهوف المتعرجة بالطوب. بالأضافة إلى استخدامها لتخزين الجعة. كانت هذه الأماكن رائعة  ولذلك استخدمت في بعض الأحيان حدائق لشرب الجعة وأماكن للترفية. عندما قدم جون أدم ليمب من سانت لويس من ألمانيا في عام 1838 افتتح مصنع جعة مستخدما الكهوف الطبيعية الباردة وتولى ابنه وليام وجه ليمب الأعمال التجارية وبناء مصنع الجعة الصناعي الذي لايزال قائما في ساينت لويس. كما بنوا قصر عائلة ليمب والذي تضمن نفق تحت الأرض يوصلهم إلى مصنع الجعة وكانت عائلة ليمب تستخدم هذا النفق لذهاب للعمل.

## السكك الحديدة تحت الأرض
استخدم  نفق خلف منزل رقم 3314  الموجود في ليمب افينيو كمدخل سري للكهوف. كما أن هناك مدخل للكهوف يقع بالقرب من نهر المسيسيبي حيث استطاع العبيد منه شق طريقهم للحرية.

## كهوف شيروكي

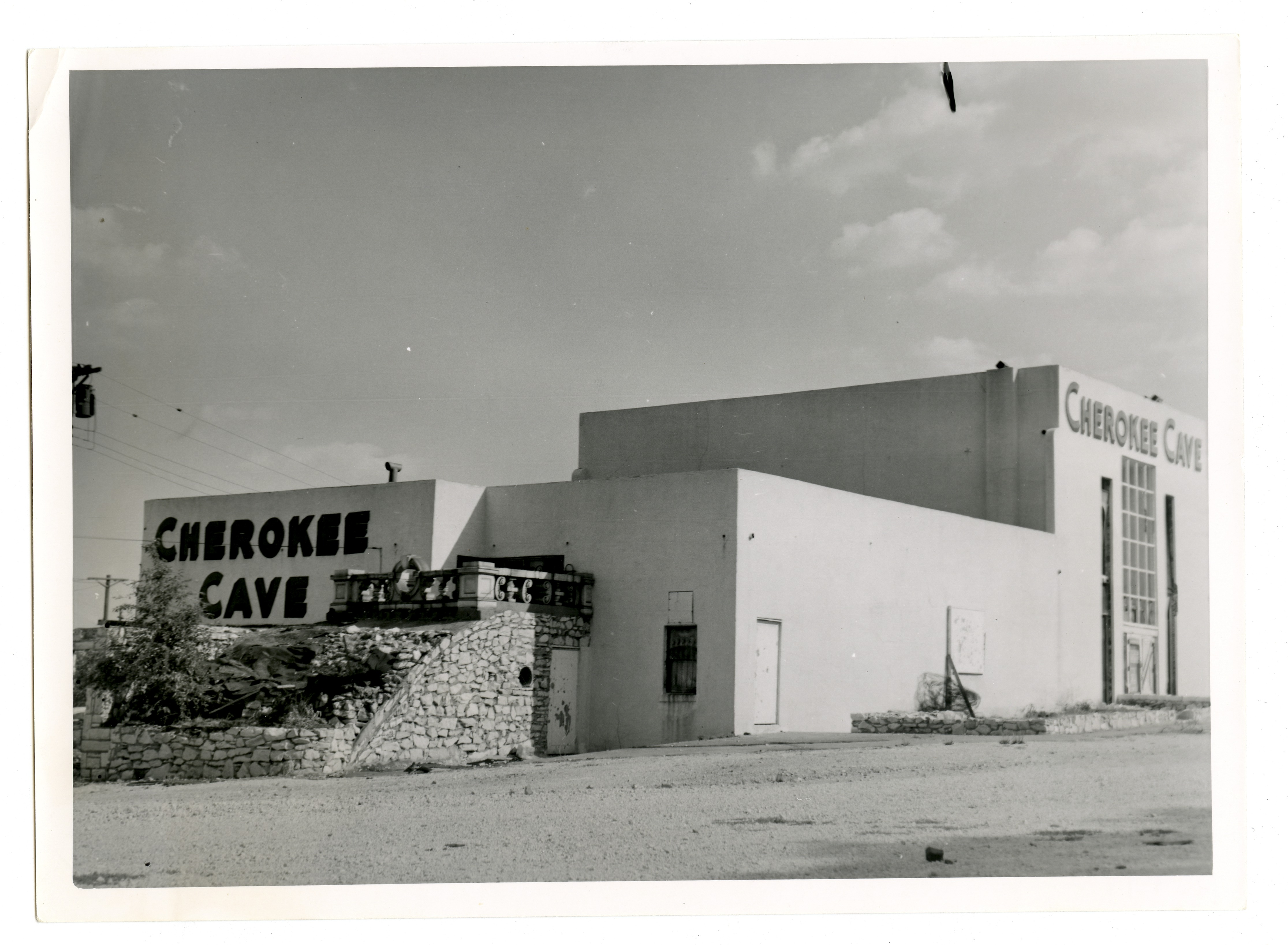
مبنى تجاري فوق كهوف شيروكي. التقطت الصورة في أربعينيات وخمسينيات القرن الماضي.

كانت كهوف شيروكي إحدى المحاولات لتحويل الكهوف الموجودة بالقرب من مصنع ليمب للجعة إلى منطقة تجارية لكن تم إغلاقها وهدم الموقع لبناء الطريق السريع 55.

## المداخل
غالبا ما كانت الكهوف القديمة ممتلئة بالركام من المباني الموجودة فوقها عند هدمها. لذلك قد يكون هناك العديد من المنازل والمنازل المبنية حاليا فوق مداخل النظام القديم للكهوف والتي امتلأت بالأنقاض. لاتزال كهوف ليمب أو كهوف شيروكي موجودة حتى الآن وغالبا ما تكون  مساحة الكهوف الأصلية حوالي 24000 قدم مشيا.
ولكن بعد بناء الطريق السريع 55 كان المتبقي من مساحة الكهف حوالي 22000 قدم ولكنه لم يكن مفتوحا للعامة.